# Tongni
Tongni (lub tongni san, 동리산문/桐裡山門) – koreańska szkoła sŏn, jedna z 9 górskich szkół sŏn.
Szkoła ta została założona przez mistrz sŏn Chŏgina Hyech'ŏla, który w 814 r. udał się do Chin. Został uczniem mistrza chan Xitanga Zhizanga ze szkoły hongzhou. Po otrzymaniu od niego przekazu Dharmy powrócił w 839 r. do Silli. Założył klasztor Taean na górze Tongni w Muju, od której szkoła ta przyjęła nazwę.

## Linia przekazu Dharmy zen
Pierwsza liczba oznacza liczbę pokoleń mistrzów od 1 Patriarchy indyjskiego Mahakaśjapy.
Druga liczba oznacza liczbę pokoleń od 28/1 Bodhidharmy, 28 Patriarchy Indii i 1 Patriarchy Chin.
Trzecia liczba oznacza początek nowej linii przekazu w danym kraju.
- 35/8 Mazu Daoyi (709–788) szkoła hongzhou
  - 36/9 Xitang Zhizang (729-814)
    - 37/10/1 Chŏgin Hyech'ŏl (785–861) szkoła tongni – Korea
      - 38/11/2 Yŏ (bd)
        - 39/12/3 Kwangja Yunda (864–945) (także znany jako Pŏpsŏng)

      - 38/11/2 Yŏgong Tosŏn (821–898)
        - 39/12/3 Tongjin Kyŏngbo (lub Kwangjong) (868–948) był uczniem Sushana Kuangrena ze szkoły caodong.
          - 40/13/4 Ch'ŏnt'ong (bd)
          - 40/13/4 Hyŏnga (bd)

Tosŏn, który zajmował się m.in. geomancją, był w bliskich stosunkach z gen. Wang Konem, który później, jako król Taejo założył dynastię Koryŏ i nakazał wybudowanie 3800 klasztorów i świątyń buddyjskich.
W 1356 r. wszystkie szkoły sŏn zostały zjednoczone pod nazwą chogye przez wybitnego mistrza sŏn T'aego Poŭ (1301-1382).